# Arafurahavet
Arafurahavet (indonesisk: Laut Arafura) er et randhav til Stillehavet, beliggende øst for Indonesien, syd for Ny-Guinea og nord for Australien. 
Mod vest grænser Arafurahavet til Timorhavet og Bandahavet, og mod øst danner Torresstrædet passage mod Koralhavet. 
Mod syd danner Arafurahavet den brede Carpentariabugten mellem Arnhem Land og Kap York-halvøen.
Arafurahavet er 1.290 km langt og 560 km bredt. Havet er et grundt sokkelhav med dybde på mellem 50 og 80 m. 
9°30′S 135°00′Ø / 9.5°S 135°Ø